# Stig van Eijk

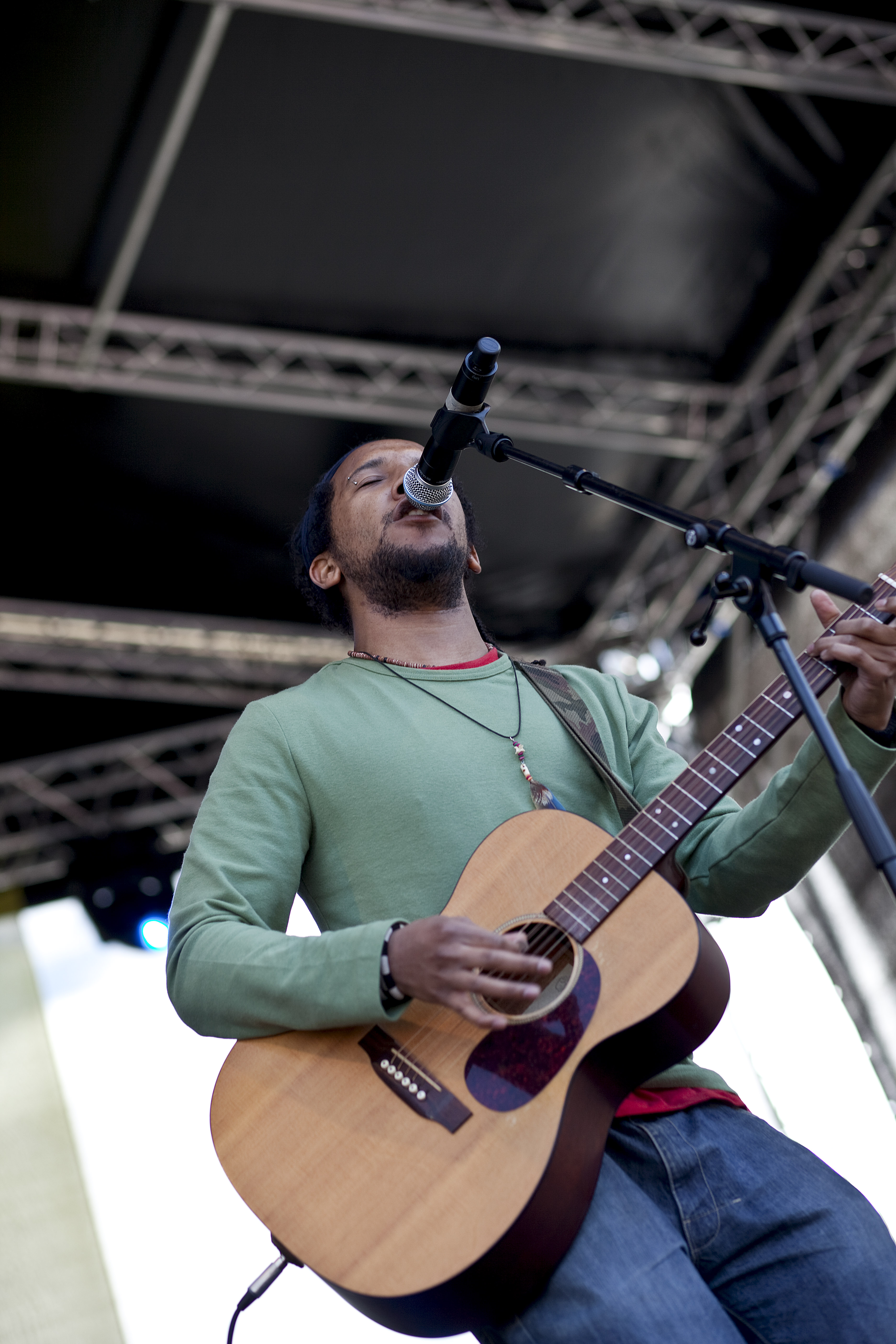
Stig Van Eijk

Stig André van Eijk (21 de março de 1981-) é um cantor, compositor e letrista norueguês.

Stig  van Eijk venceu o Melodi Grand Prix em 1999, com a canção "Living My Life Without You" ("Viver a minha vida sem ti") . Na final europeia, realizada em Jerusalém, terminou em 14.º. tendo recebido um total de 35 pontos. Ele foi o primeiro cantor negro a representar a Noruega na história do Festival Eurovisão da Canção.
O álbum Where I Belong, que foi lançado nesse mesmo ano foi disco de platina na Noruega (mais de 30.000 cópias) e atingiu o nº 6 do  VG-list Top 40 na Noruega. Em 2000, ele foi nomeado o artista masculino desse país. Em 2001, ele fez Colombianske fredslåten, "Construtores de Paz." Em 2001, abriu o B: underground club em Bergen. Este clube foi um livekonsept com um marido que tocava soul, reggae e funk, e os convidados apareceram. Em 2003, produziu a canção que venceu "American Idol" na África do Sul - "Once in a Lifetime", foi realizado por Heinz Winckler. A canção foi um hit na África do Sul e tornou-se duplo platina (100.000 cópias).
"StiGi", como também é chamado, é mais conhecido como figura de frente da banda de reggae "The Soul Orchestra Express". Nos últimos anos, ele também tem trabalhado com a música num jardim de infância em Bergen. 